# Acacia excelsa
Acacia excelsa é uma espécie de leguminosa do gênero Acacia, pertencente à família Fabaceae.